# Hendrick Goudt
Hendrick Goudt (L'Aia, 1583 – Utrecht, 17 dicembre 1648) è stato un pittore, incisore e disegnatore olandese.

## Biografia
Goudt è nato a L'Aia, figlio di Arend Goudt e Anneken Cool. Il nonno di Goudt, Hendrik, proveniva da una famiglia di alti funzionari. Era il nipote ed erede di Willem Goudt, amministratore dei Paesi Bassi, la cui ricchezza è esposta al Palazzo Noordeinde, che costruì nel 1533. La madre di Goudt era la figlia di un locandiere di Dortrecht che, a detta di tutti, soffriva di una malattia mentale caratterizzata all'epoca come isteria. Arend Goudt sposò Anneken il 10 gennaio 1604 per legittimare suo figlio, e continuò a vivere lontano da lei. Hendrick partì per Roma dopo questo.
Hendrick lavorò con il paesaggista tedesco Adam Elsheimer a Roma fino alla morte di quest'ultimo nel 1610. Nel 1611, Hendrick era tornato a Utrecht, dove in quell'anno divenne membro della neonata Gilda di San Luca di Utrecht. Al suo ritorno nei Paesi Bassi, realizzò una serie di cinque stampe dell'opera di Elsheimer (divulgando, ad esempio, Fuga in Egitto), e dipinse anche diverse copie dei dipinti di Elsheimer, alcune delle quali aveva portate a Utrecht. Elsheimer si era specializzato nella ricerca di speciali effetti luministici nell'ambito del gusto caravaggesco. Di questi e di altri pittori, il Goudt incise numerose composizioni, con una particolare predilezione per le scene notturne, la cui atmosfera rendeva con una tecnica tanto raffinata e originale da dar l'avvio ad una 'maniera' che ebbe numerosi seguaci, tra i quali Jan van de Velde II e Abraham Hondius.
Il testamento di Arend Goudt del 1625 afferma che Hendrick era pazzo da più di quattro anni e che un consiglio di amministrazione era stato nominato per occuparsi dei suoi affari.